# Леоция
Лео́ция (лат. Leotia) — род грибов-аскомицетов. Является типовым родом семейства Леоциевые (Leotiaceae).

## Описание
- Плодовые тела напоминают шляпконожечные.
- «Шляпка» до 3 см в диаметре, выпуклая, коричневого или зелёного цвета.
- «Ножка» до 9 см длиной, жёлтого цвета, иногда с зеленоватым оттенком.
- Мякоть желеобразная.
- Сумки булавовидной формы, восьмиспоровые, не синеющие при контакте с йодом.

## Экология
Произрастают на земле или гнилых деревьях.

## Виды
- Leotia atra Weinm., 1856
- Leotia atrovirens Pers., 1822
  - [syn.  Coryne atrovirens (Pers.) Sacc., 1889]
- Leotia chlorocephala Schwein., 1822
- Leotia infundibuliformis (Schaeff.) Fr., 1818
- Leotia lubrica (Scop.) Pers., 1797 — Леоция скользкая
- Leotia nana (With.) Fr., 1822
- Leotia viscosa Fr., 1822